# Vasavere
Koordinaten: 59° 18′ N, 27° 31′ O
Vasavere ist ein Dorf (estnisch küla) in der Landgemeinde Alutaguse (bis 2017 Illuka). Es liegt im Kreis Ida-Viru (Ost-Wierland) im Nordosten Estlands.

## Beschreibung und Geschichte
Das Dorf hat 102 Einwohner (Stand 2011).
Vasavere wurde erstmals 1241 urkundlich erwähnt.
Bei dem Ort liegt der See Pannjärve als Teil einer ausgedehnten Seenlandschaft. An seinem Ufer befindet sich ein modernes Gesundheitssportzentrum. Im Winter ist das Zentrum ein beliebtes Ziel für die Freunde des Skilanglaufs. Ganzjährig besteht dort die Möglichkeit zum Reifenrodeln.